# Megaselia cinereifrons
Megaselia cinereifrons är en tvåvingeart som först beskrevs av Gabriel Strobl 1910.  Megaselia cinereifrons ingår i släktet Megaselia och familjen puckelflugor. Arten är reproducerande i Sverige. Inga underarter finns listade i Catalogue of Life.